# Don Quijote (1892)
Don Quijote fue una revista satírica editada en la ciudad española Madrid entre 1892 y 1903.

## Historia

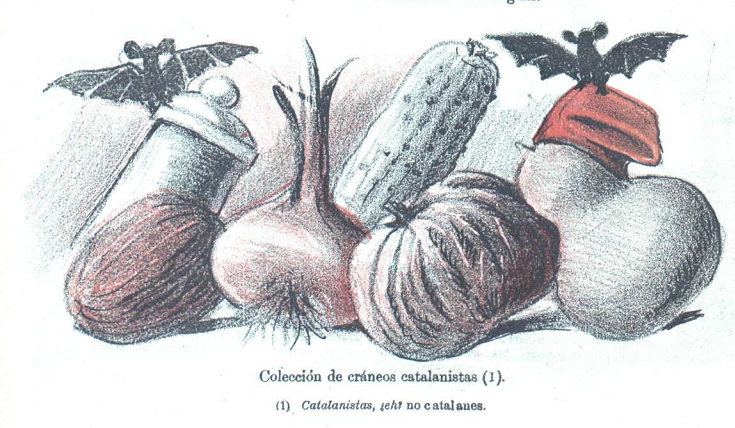
«Colección de cráneos catalanistas» (1901)

La revista, editada en Madrid, se publicó entre 1892 y, al menos, 1902. Tenía tirada semanal y carácter anticlerical.

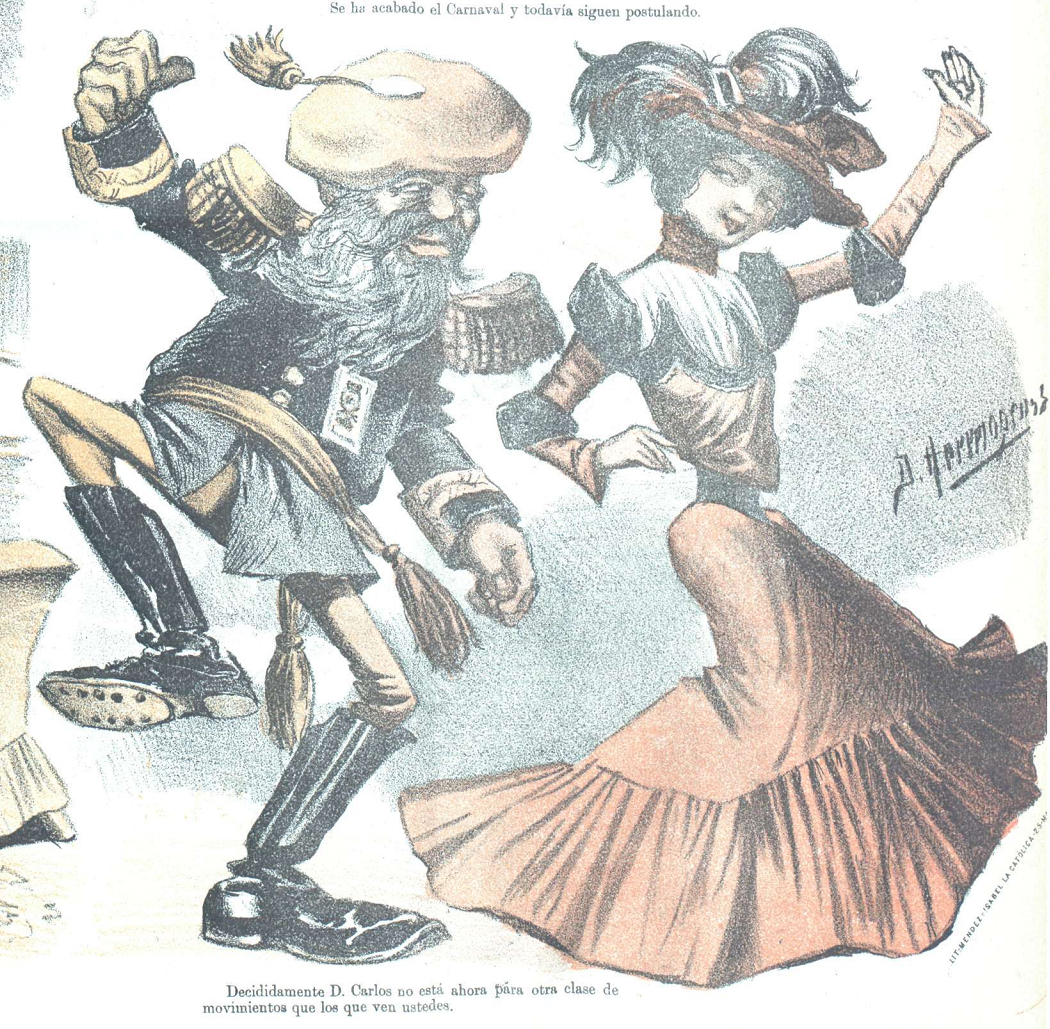
Caricatura de don Carlos (1902)

Su fundador y primer director habría sido el caricaturista Eduardo Sojo «Demócrito», aunque más tarde sería dirigida por J. Osorio Pérez Castañón y —Ossorio y Bernard apunta desde 1901— Miguel Sawa. Fue precedida por una publicación homónima, editada en Argentina y en la que también participó Sojo. En la versión española colaboró, entre otros, el dibujante Manuel Tovar.